# Субпрефектура Сантана
Субпрефектура Сантана-Тукуруви (порт. Subprefeitura de Santana) — одна из 31 субпрефектур города Сан-Паулу, находится в северной части города. Общая площадь 34,7 км². Численность населения — 304 062 жителя.
В составе субпрефектуры Сантана 3 округа:
- Сантана (Santana)
- Тукуруви (Tucuruvi)
- Мандаки (Mandaqui)

## Галерея
- Центр Сантаны